# Жанбырбай, Молдир Бериккызы
Молдир Бериккызы Жанбырбай (каз. Мөлдір Берикқызы Жаңбырбай, Молдир Бериковна Жанбырбай, родилась 18 мая 1997 года) — казахстанская каратистка, чемпионка мира 2023 года, чемпионка Азии 2021 года, серебряный призёр летних Азиатских игр 2022 года. Мастер спорта международного класса Республики Казахстан.

## Биография
Родилась 18 мая 1997 года. Училась в Кызылординском университете имени Коркыт ата по специальности «Физическая культура и спорт» в 2014—2018 годах. Неоднократно становилась чемпионкой Казахстана по карате-до в своей возрастной категории, в 2017 году была одним из факелоносцев Кызылординской области на зимней Универсиаде в Алма-Ате. Победитель и призёр ряда юниорских и молодёжных чемпионатов Азии и мира.
Мастер спорта международного класса Республики Казахстан. Чемпионка Азии 2021 года среди взрослых в кумите. 12 июня 2021 года выступила на турнире в Париже, по итогам которого успешно квалифицировалась на Олимпиаду в Токио.
В 2022 году в своей весовой категории Жанбырбай завоевала серебряную медаль на летних Азиатских играх в китайском Ханчжоу. В 2023 году она же впервые в истории Казахстана выиграла чемпионат мира по версии Всемирной федерации карате, состоявшийся в Будапеште. В финале она победила Эрминию Перфетто.
Жанбырбай — регулярная участница Премьер-Лига Карате 1.